# Limestone Coast

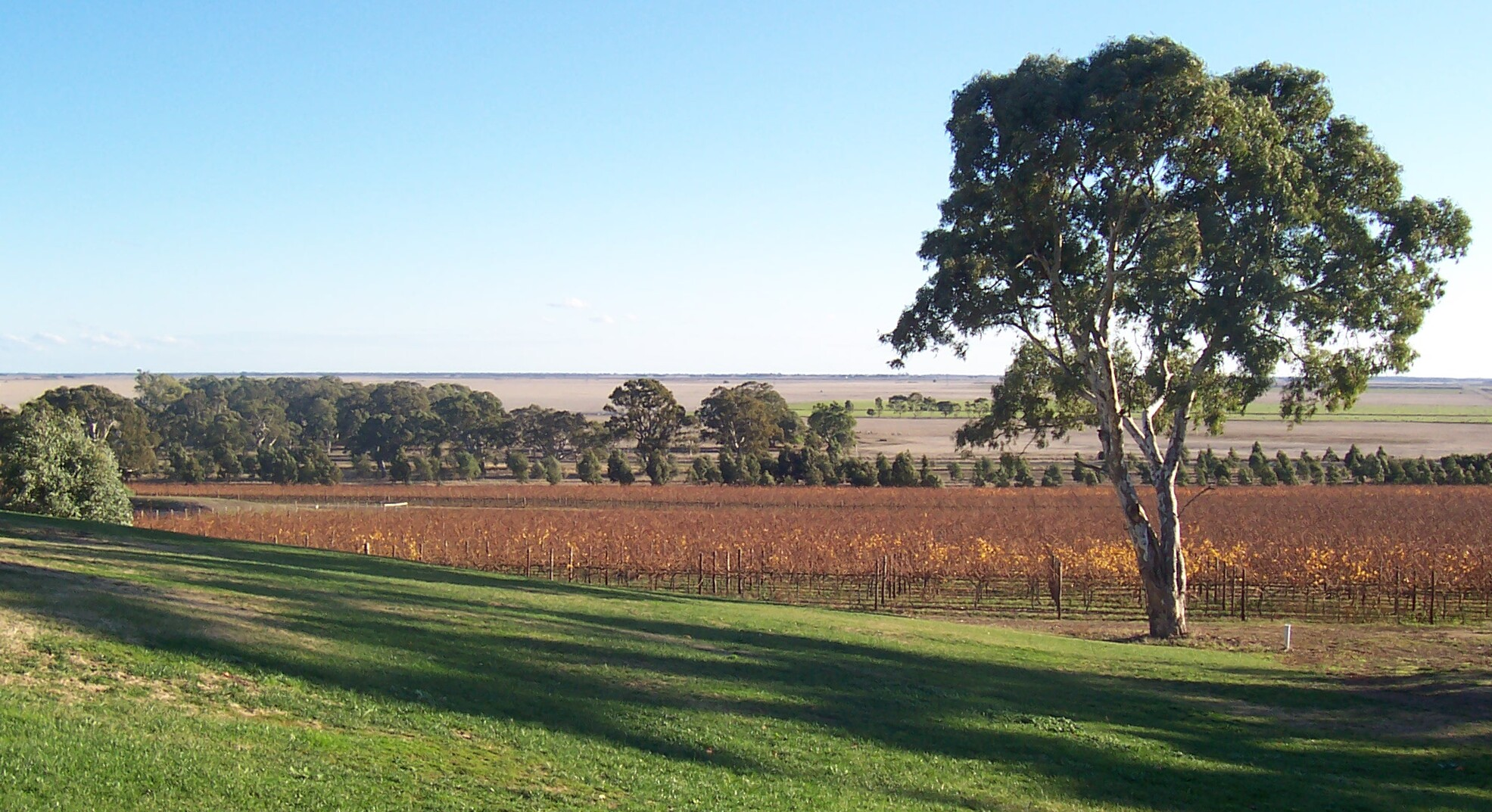
Vista de las llanuras cercanas a Naracoorte desde la bodega Russet Ridge

Limestone Coast  es un nombre utilizado desde principios del siglo XXI para una región gubernamental de Australia del Sur ubicada en el sureste de Australia del Sur y que limita con la costa continental australiana y con el estado de Victoria. El nombre también se utiliza para una región turística y una zona vinícola, ambas ubicadas en la misma parte de Australia del Sur.

## Ubicación y descripción
Limestone Coast  es una región gubernamental del sur de Australia que consta de tierras dentro de las siguientes áreas de gobierno local ubicadas en el sureste del estado: la ciudad de Mount Gambier y los consejos distritales de Grant, Kingston, Robe, Tatiara y Naracoorte Lucindale y el consejo de Wattle Range, y la extensión de las "aguas costeras" hasta tres millas náuticas mar adentro de la marca de bajamar entre la frontera con Victoria en el este y el límite norte del consejo de distrito de Kingston en el noroeste.  
Gran parte de Limestone Coast se encuentra a baja altura y se encontraba inundada por el mar hace dos millones de años. También había sufrido inundaciones hace 15 – 20 millones de años. Las llanuras están bordeadas por hileras de dunas bajas paralelas a la costa, creadas en épocas en que la línea de costa estaba a ese nivel. Antes de la colonización europea, gran parte de la tierra entre las dunas era un pantano alimentado por arroyos y sujeto a inundaciones. Una red de desagües de 1450 km se ha construido para canalizar el agua a través de las dunas hasta el océano. Aún quedan importantes áreas de humedales, incluidos lagos y lagunas como el extremo sur de Coorong y la laguna Bool . Mientras tanto, las áreas de tierras altas en la Limestone Coast  incluyen los cráteres volcánicos del Monte Gambier .
El clima mediterráneo de esta costa es fresco y húmedo con inviernos húmedos.

## Historia
Hay depósitos profundos de piedra caliza creados a partir del coral y otras especies marinas. La piedra caliza contenida en la cueva fósil de Victoria y otras cuevas de Naracoorte constituye la mayor fuente de fósiles de Australia y es Patrimonio de la Humanidad.
Desde la frontera con el estado de Victoria hasta la península de Younghusband, esta zona ha estado poblada desde la colonización principalmente por colonos europeos en la década de 1840, desplazando a una población indígena que había residido en la región durante miles de años. En la actualidad la región apoya la agricultura, viticultura, silvicultura y el turismo . Las ciudades incluyen Bordertown, Keith, Millicent, Mount Gambier, Penola y Naracoorte y los centros turísticos costeros de Beachport, Kingston SE y Robe.

## Ecología

### Flora
La vegetación natural era un bosque de eucaliptos rojos y otros árboles de eucalipto . 

### Fauna
Aunque hay pocas especies puramente endémicas, la costa es rica en vida silvestre, incluidas zarigüeyas, zarigüeyas pigmeas Cercartetus, zarigüeyas planeadoras Petaurus y otros marsupiales, muchos de los cuales tienen una distribución que no se extiende más al oeste de esta región. Las especies endémicas incluyen reptiles como el lagarto sin patas rayado (Delma impar) e invertebrados como el grillo de cueva endémico. Las cuevas de Naracoorte están ocupadas por el murciélago común de alas dobladas .
Los lagos y lagunas son hábitats importantes para aves acuáticas como el cisne negro, la cerceta gris, el pato negro del Pacífico y especialmente el loro ventrinaranja en peligro crítico de extinción (Neophema chrysogaster), que pasa el invierno aquí junto con muchas otras aves, entre ellas el correlimos cuellirrojo ( Calidris ruficollis ), el andarríos puntiagudo ( Calidris acuminata ) y el andarríos zarapito ( Calidris ferruginea ).
La mayor parte del hábitat original ha sido talado para la agricultura y solo quedan fragmentos (particularmente en áreas de humedales), siendo el Parque Nacional Coorong y el Parque Nacional Canunda las áreas más grandes. Por lo tanto, la mayor parte de la vida silvestre autóctona también ha desaparecido o se ha reducido gravemente en número, además las especies animales introducidas constituyen una amenaza constante las especies nativas restantes. 

## Regiones industriales con el mismo nombre

### Región turística de la Limestone Coast
Limestone Coast también hace referencia a una región turística que ocupa una parte similar del sur de Australia. La región turística está formada por las siguientes áreas de gobierno local: la ciudad de Mount Gambier, el consejo distrital de Coorong, los consejos distritales de Grant, Kingston, Robe, Tatiara y Naracoorte Lucindale, y el consejo distritalde Wattle Range. 

### Zona vinícola de la Limestone Coast
La zona vitivinícola de Limestone Coast es un territorio al sur de una línea ubicada apropiadamente a 36 grados 50 minutos sur, es decir, en línea con Cabo Willoughby en el extremo este de la Isla Canguro .  La zona incluye las siguientes regiones vitivinícolas : Coonawarra, Mount Benson, Mount Gambier, Padthaway, Robe y Wrattonbully .